# Buisdorf

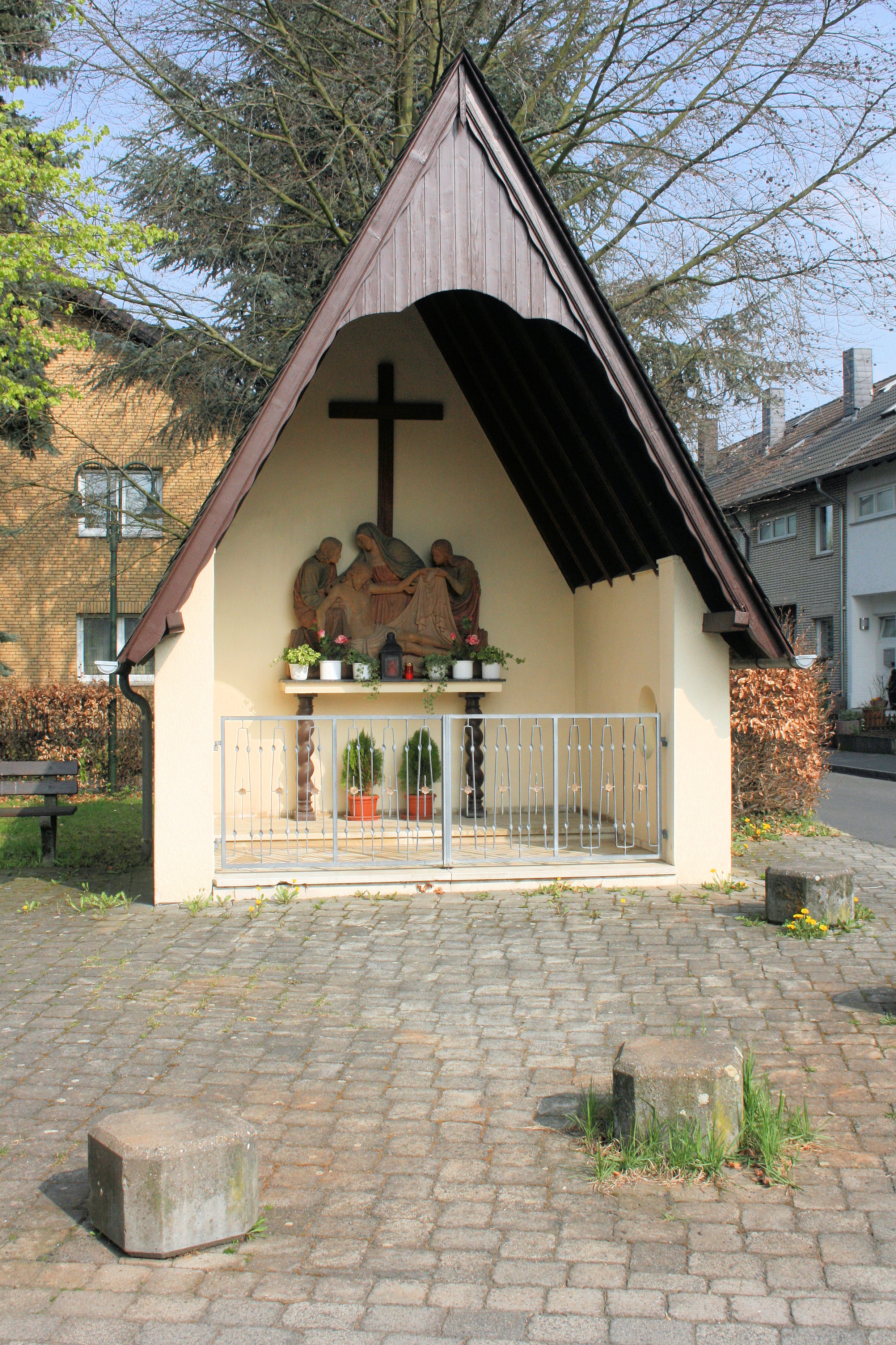
Das Heiligenhäuschen

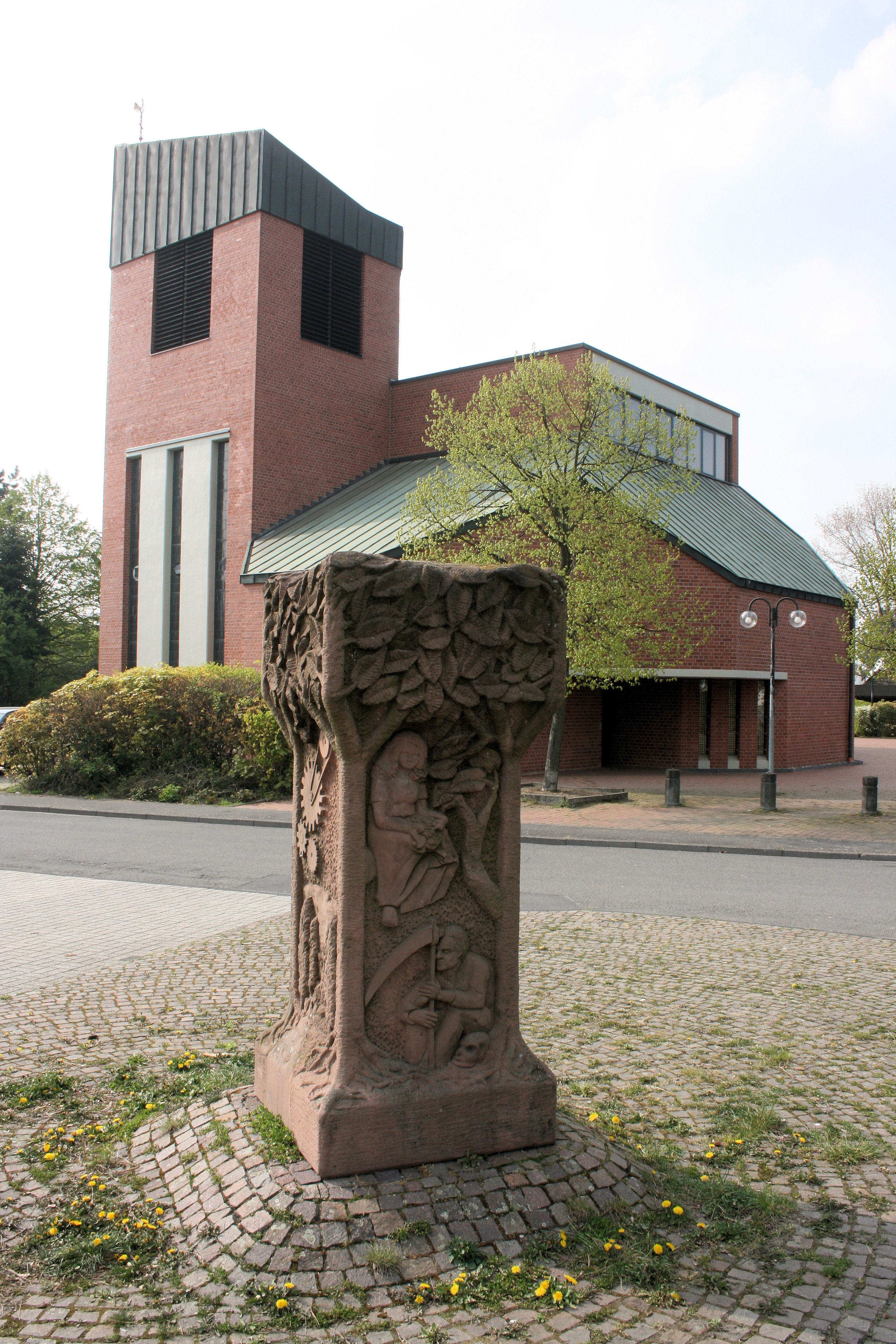
Kirche Sankt Georg

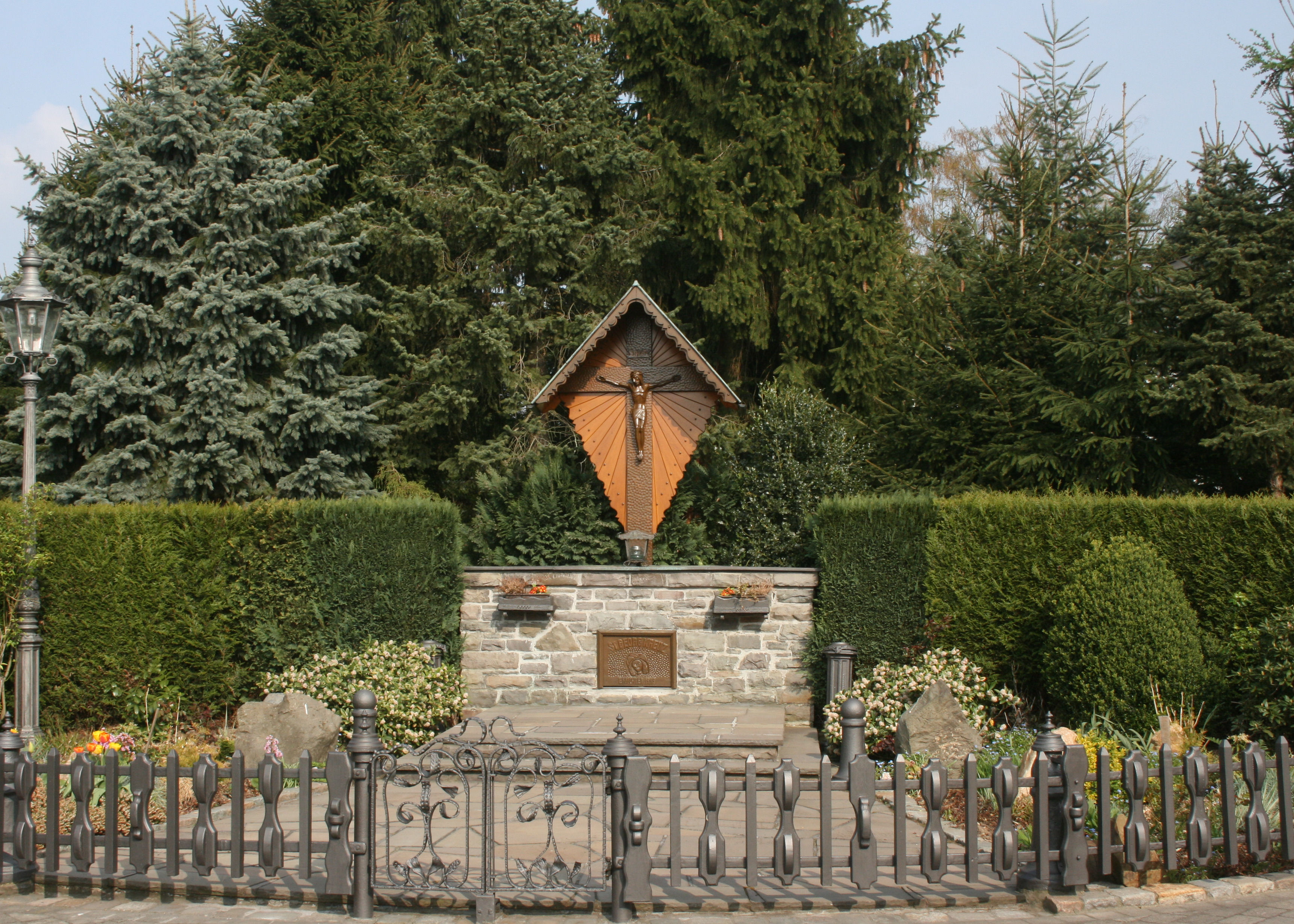
Ein Sankt-Georg-Kreuz

Buisdorf [ˈbuːsdɔrf mit Dehnungs-i] ist ein Stadtbezirk von Sankt Augustin im nordrhein-westfälischen Rhein-Sieg-Kreis. Ortsvorsteher des Bezirks ist seit Oktober 2009 Bernhard Müller und Nachfolger von Regina Ridder-Krause, die dieses Amt seit März 2008 innehatte.

## Geografie
Buisdorf befindet sich im Osten der Stadt, unmittelbar südlich der Grenze zur Kreisstadt Siegburg und auf der linken Seite der Sieg. Der Stadtbezirk wird durch die Siegstrecke in einen größeren nördlichen und einen kleineren südlichen Teil geteilt. Bis 1969 war Buisdorf eine eigenständige Gemeinde.

## Geschichte
Die Umgebung des heutigen Stadtteils war aufgrund der günstigen Bodenverhältnisse nördlich und südlich der Sieg schon in der vorgeschichtlichen Zeit besiedelt. Darauf weisen die Funde von Gräbern mit Beigaben aus dem Zeitraum 1000 bis 150 v. Chr. hin. Für die fränkische Zeit und das Mittelalter lässt sich eine Besiedelung allerdings erst um 500 n. Chr. nachweisen. Die älteste bekannte urkundliche Erwähnung als „Bodestorp“ stammt von 722/723.
Die 1066 in Siegburg geweihte Abtei Michaelsberg verschaffte Buisdorf die Eigenschaft als Grenzort eines „Burgbanns“ um das Siegburger Kloster. Als Kaiser Friedrich I. am 9. Mai 1174 dem Kloster Siegburg seine Besitzungen beurkundete, gehörte das heutige Buisdorf mit der Zehntabgabe und der Gerichtsbarkeit dem Abt von Siegburg. Nachdem die Abtei Siegburg 1676 ihre Reichsunmittelbarkeit verloren hatte und an das Herzogtum Berg gegangen war, musste Buisdorf seinen Zehnt an die Kirche Niederpleis abgeben.
Einem Viehsterben im Jahr 1754 fiel fast der gesamte Tierbestand zum Opfer. Als die Seuche im Herbst des Jahres endete, wurde am 23. April 1755 ein Kreuz zu Ehren des heiligen Georg aufgestellt.
Die Sieg wurde erstmals 1772 mit einer Holzbrücke von Theodor von der Pfalz überbaut. Der Fährbetrieb wurde erst eingestellt, als am 10. Februar 1855 eine Steinbrücke eröffnet wurde.
Die Besitzverhältnisse in Buisdorf und Umgebung änderten sich schlagartig, als die Siegburger Abtei 1803 aufgelöst wurde. Große Teile des Gebietes gingen in Privatbesitz auf. Aufgrund von schweren Überschwemmungsschäden errichtete die Buisdorfer Gemeinde 1843 erste Schutzdeiche, die 1880 noch verstärkt und ausgebessert wurden. 1858 verursachte der Bau der Eisenbahnstrecke Köln–Frankfurt die Errichtung einer weiteren Brücke über die Sieg in Buisdorf. Die damals vorhandenen Siegbrücken wurden im Zweiten Weltkrieg zerstört und später verbreitert neu gebaut.
Seit Beginn des 19. Jahrhunderts gehörte Buisdorf zur Bürgermeisterei Menden. Die Gemeinde Buisdorf hatte 1885 eine Fläche von 441 ha, davon 252 ha Ackerfläche, 28 ha Wiesen und 44 ha Wald. Die Gemeinde Buisdorf hatte 1885 144 Wohngebäude (mit unbewohnten und zwei bewohnten Wagen) und 151 Haushalte mit 716 Einwohnern (363 Männer, 353 Frauen). In der Gemeinde gab es 1885 689 Katholiken, die durch die Pfarre Niederpleis versorgt war. Daneben gab es 27 Bürger evangelischen Glaubens, die durch die Kirchengemeinden Seelscheid und Siegburg betreut wurden.
Den rechts der Sieg gelegenen Ortsteil Deichhaus gab die Gemeinde Buisdorf 1927 an Siegburg ab.
Die Entwicklung Buisdorfs beschleunigte sich 1936 mit dem Bau der Reichsautobahn von Köln nach Frankfurt (heutige A 3) mit einer Anschlussstelle am Rand von Buisdorf. Weiteren Auftrieb bekam sie mit der Entscheidung der Hauptstadtfrage für das nur wenige Kilometer westlich gelegene Bonn. Nach dem Zweiten Weltkrieg entstanden so zahlreiche kleinere und mittelständische Betriebe und die Bevölkerung wuchs – auch durch die Ansiedlung von Bundesbehörden in der Region – an. Das ländliche Bild hat sich wie in ganz Sankt Augustin gewandelt und hat heute eher einen städtischen Charakter.
Im Rahmen der kommunalen Neuordnung des Raumes Bonn (Bonn-Gesetz) wurde Buisdorf am 1. August 1969 ein Teil der neugegründeten Gemeinde und heutigen Stadt Sankt Augustin.

### Einwohnerentwicklung
| Jahr | Einwohner |
| ---- | --------- |
| 1816 | 380       |
| 1843 | 445       |
| 1871 | 556       |
| 1905 | 1378      |
| 1961 | 1917      |

## Namensherkunft
In den Überlieferungen wird Buisdorf Bodestorp, Boitzenloh, Boitzendorf, Botzdorf, Boisdorf und Busdorf genannt. Diese Namensgruppe wird mit „Hof im Walde“ übersetzt, begründet in der Bedeckung der gesamten Siegniederung mit Wald und Büschen. Als das Gebiet gerodet worden war, entstand so der Ort Buisdorf. Die Straßennamen „In den Eichen“, „In der Bitze“, „Im Forst“ und „Am Buschberg“ weisen auf diese Zeit hin.

## Sehenswürdigkeiten
Die Buisdorfer St.-Georg-Kirche als Filialkirche der Pfarre St. Martinus wurde am 11. Dezember 1976 geweiht. Vorangegangen war 1975 die Gründung eines Kirchenbauvereins und die Grundsteinlegung am 7. Dezember desselben Jahres.

## Vereinsleben
Größter Sportverein des Ortes ist der TuS Buisdorf. Dessen Volleyballabteilung tritt als Spielgemeinschaft mit dem TSV Much unter dem Namen Rhein-Sieg Volleys seit 2020 in der Dritten Liga West an. Die erste Fußball-Mannschaft des Vereins spielt in der Bezirksliga.

## Verkehr

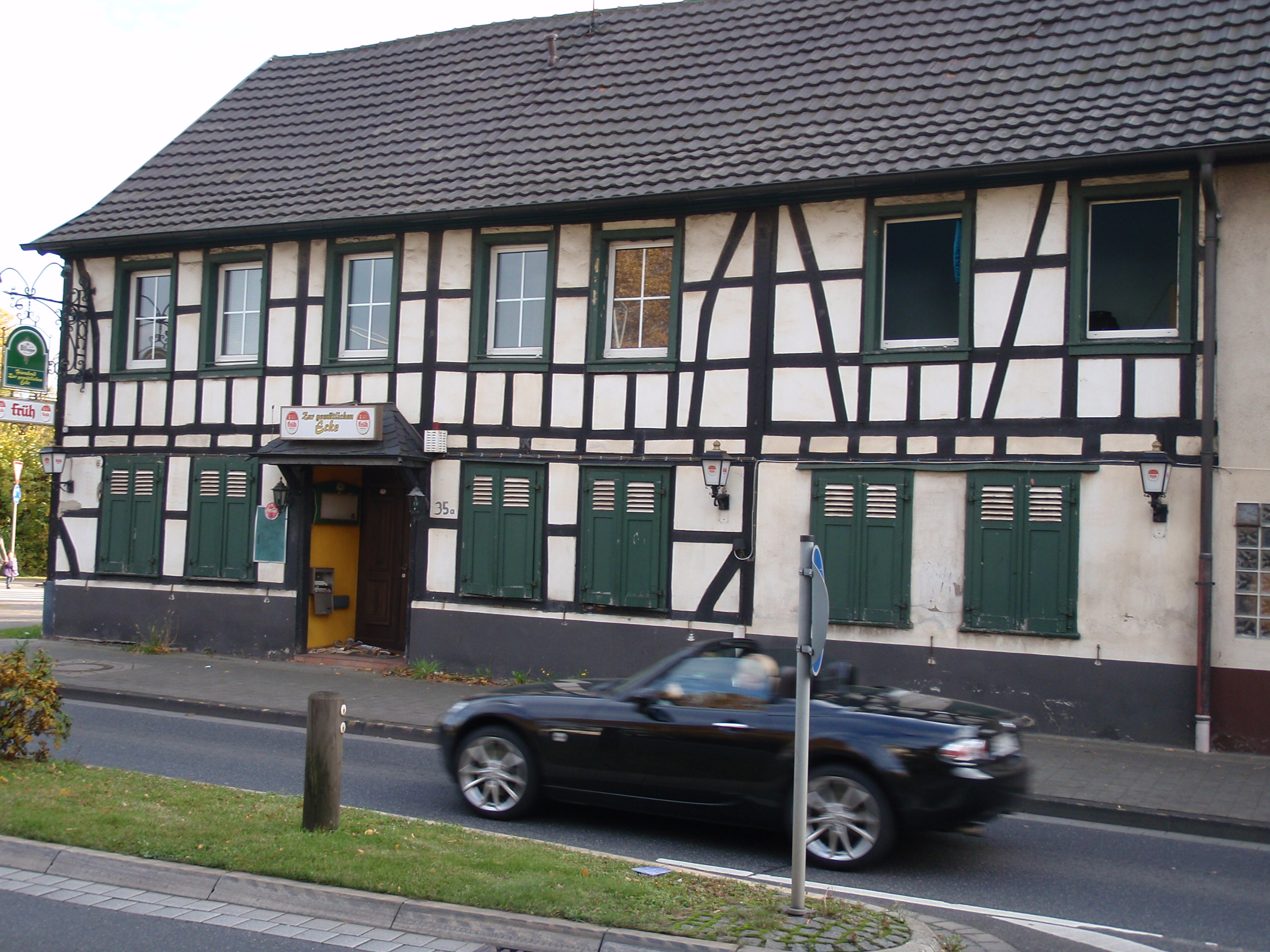
Fachwerkhaus an der Frankfurter Straße

Buisdorf liegt unmittelbar nordwestlich des Autobahnkreuzes „Siegburg/Bonn“ der Bundesautobahnen 3 und 560. Durch Buisdorf führt zudem die am 1. Januar 2007 zur Landesstraße 333 abgestufte Bundesstraße 8 (Frankfurter Straße), wodurch insgesamt eine verkehrsgünstige Situation besteht.
Buisdorf liegt ohne Haltepunkt an der Siegstrecke, welche hier vom RE 9 „Rhein-Sieg-Express“ (Köln <> Siegen) sowie von zwei S-Bahn-Linien der S-Bahn Köln befahren wird.
Der Bau einer neuen S-Bahn-Station Sankt Augustin-Buisdorf an der Siegstrecke als Halt der S12 / S19 wird seit längerem von der Stadt Sankt Augustin gewünscht, wurde jedoch zuletzt 2017 wegen einer zu geringen erwarteten Frequentierung vom Rhein-Sieg-Kreis abgelehnt.

### Busverkehr
Durch Buisdorf verkehren die Linien 527 und 529, welche beide von der Rhein-Sieg-Verkehrsgesellschaft betrieben werden. Der Stadtteil verfügt über 4 Bushaltestellen.
| Linie | Verlauf | Takt (Mo–Fr)     | Betreiber |
| ----- | --- | ---------------- | --------- |
| 527   | Hennef (Sieg) – Geistingen – Stoßdorf – Buisdorf – Siegburg/Bonn | 10 / 20 / 30 min | RSVG      |
| 529   | Ramersdorf – Pützchen – Bechlinghoven – Holzlar – Hangelar – Sankt Augustin Ort – Sankt Augustin Zentrum – Mülldorf – Niederpleis – Buisdorf – Stoßdorf – Hennef (Sieg) | 30 / 60 min      | RSVG      |

## Persönlichkeiten
- Hans Gronewald (1893–1972), Politiker (NSDAP)
- Benedikt Fernandez (* 1985), ehemaliger Fußballtorwart des TuS Buisdorf